# Пакенем, Эдвард Артур, 6-й граф Лонгфорд
Эдвард Артур Генри Пакенем, 6-й граф Лонгфорд (англ. Edward Arthur Henry Pakenham, 6th Earl of Longford; 29 декабря 1902 — 5 февраля 1961) — ирландский пэр, политик и литератор. Также известный как Имон де Лонгфорт, член Сената Ирландии, верхней палаты ирландского парламента, в 1940-х годах. Он носил титул учтивости — лорд Силчестер  с 1902 по 1915 год.

## Семья и образование
Родился 29 декабря 1902 года на Керзон-стрит, 14, в Лондоне . Старший сын Томаса Пакенема, 5-го графа Лонгфорда (1864—1915), и его жены Мэри, графини Лонгфорд (1877—1933), урожденной Чайлд-Вильерс. Он получил образование в Итонском колледже и в колледже Крайст-черч Оксфордского университета (получил степень бакалавра искусств в 1925 году и степень магистра искусств в 1928 году).
Эдвард Пакенем унаследовал титул 6-го графа Лонгфорда, когда его отец был убит в бою во время кампании в Галлиполи 21 августа 1915 года.
18 июля 1925 года, будучи студентом колледжа Крайст-черч, лорд Лонгфорд женился на Кристин Паттри Трю (6 сентября 1900 — 14 мая 1980), дочери Ричарда Трю. Кристин была на четверть ирландкой и разделяла его политические симпатии. Их брак был бездетным.
58-летний лорд Лонгфорд скончался в Дублине в феврале 1961 года, не оставив потомства. Ему наследовал его младший брат, Фрэнк Пакенем, 7-й граф Лонгфорд.

## Политика
Лорд Лонгфорд был ирландским националистом еще со времен учебы в Итоне, черпая вдохновение из Пасхального восстания 1916 года и Русской революции 1917 года. Он выучил ирландский язык и принял имя Имон де Лонгфорт. Его политические взгляды сделали его непопулярным как в Итоне, так и в Крайст-черч.
7 ноября 1946 года президент Ирландии Имон де Валера назначил лорда Лонгфорда членом 5-го Сената Ирландии, заполнив вакансию, образовавшуюся после смерти Уильяма Магенниса . Он не был повторно назначен в 6-й Сенат Ирландии.

## Театральная и литературная деятельность
Лорд Лонгфорд стал председателем театра Gate в Дублине в 1930 году и продолжал работать в театре до 1936 года, когда он основал Longford Players.
Среди его пьес — «Восхождение», «Мелианцы», «Виноградник» и «Яху» (о Джонатане Свифте). Лингвист и ученый-классик, он перевел «Мещанин во дворянстве», «Мнимый больной», «Школа жён», «Тартюф» и «Севильский цирюльник» (с французского), а также «Агамемнон и Царь Эдип» (или «Эдип-тиран») (с греческого) и адаптировал для сцены повесть «Кармилла».
Он часто сотрудничал со своей женой Кристиной, вместе с которой он также отвечал за ремонт Пакенем-холла в китайском стиле.
Пакенем-холл часто был ареной встреч интеллектуалов, получивших образование в Оксфорде, таких как Джон Бетджеман, Ивлин Во и Морис Боура.
Лорд Лонгфорд также опубликовал несколько томов стихов, некоторые за счет своей матери, когда он еще учился в Итоне, но он не считается очень хорошим поэтом.
Лорд Лонгфорд похоронен на кладбище Монт-Джером в Дублине.